# Pelotão

Símbolo tático de um pelotão de infantaria (padrão da OTAN).

O pelotão é um tipo de unidade militar, tipicamente composta por entre 20 e 50 soldados. Tradicionalmente, o pelotão é a menor unidade militar sob o comando de um oficial, sendo normalmente comandada por um tenente. O comandante de pelotão é frequentemente coadjuvado por um sargento de pelotão. Nas tropas blindadas, o pelotão é composto por quatro carros de combate, divididos em duas seções, com 2 blindados cada. Normalmente, os pelotões formam companhias, cada uma comandada por um capitão, agrupando entre dois e cinco pelotões. 
Conforme o exército, o pelotão pode ou não fazer parte da organização de todas as armas e serviços.
No passado, o pelotão constituía cada uma das unidades de tiro de uma formação tática de infantaria encarregada de efetuar uma descarga de fuzilaria sob o comando de um oficial.
O termo "pelotão de fuzilamento" refere-se a um destacamento de soldados encarregados de executar um condenado.

## História
A palavra "pelotão" deriva do termo francês "peloton" (de "pelote", significando "pelota", uma pequena bola), que, no século XVII se referia a um pequeno destacamento de soldados.
Desde o final do século XVII até à segunda metade do século XIX, a tática geral da infantaria em combate consistia em realizar sucessivas descargas de fuzilaria destinadas a neutralizar o inimigo, em preparação para uma carga final à baioneta. A eficácia desta tática obrigava a que a fuzilaria fosse permanente, de modo a que o inimigo estivesse sempre debaixo de fogo. Para isso, as formações de combate eram divididas em unidades de tiro que efetuavam descargas sequenciais, de modo a que estivesse sempre, pelo menos, uma a fazer fogo enquanto as restantes recarregavam, apontavam ou manobravam. A unidade de tiro básica era o pelotão, sob o comando de um oficial
O pelotão constituía uma unidade não permanente, organizada apenas para o combate. O tamanho de cada pelotão e a quantidade de pelotões em cada formação de combate poderia variar conforme a situação tática e a doutrina seguida. No entanto, tipicamente, cada batalhão subdividia-se em oito pelotões que se agrupavam em quatro divisões de batalhão. Conforme a organização dos batalhões, cada pelotão podia ser constituído com base numa companhia completa — sendo comandado pelo capitão desta — ou em meia companhia — ficando sob o comando de um oficial subalterno. Nalguns casos, ignorava-se a organização em companhias, sendo o pessoal destas distribuído pelos vários pelotões do batalhão, sem se ter em conta a sua companhia de origem.
A substituição das espingardas de carregar pela boca pelas espingardas de repetição, no final do século XIX, tornou obsoleta a tática das descargas de fuzilaria sucessivas. A partir de então, o pelotão foi introduzido na organização de muitos exércitos como uma subunidade permanente de cada companhia, normalmente sob o comando de um tenente ou alferes. A importância do pelotão como unidade tática aumentou significativamente a partir do desenvolvimento das táticas de infiltração com pequenas unidades, durante a Primeira Guerra Mundial.

## Organização dos pelotões por país

### Alemanha

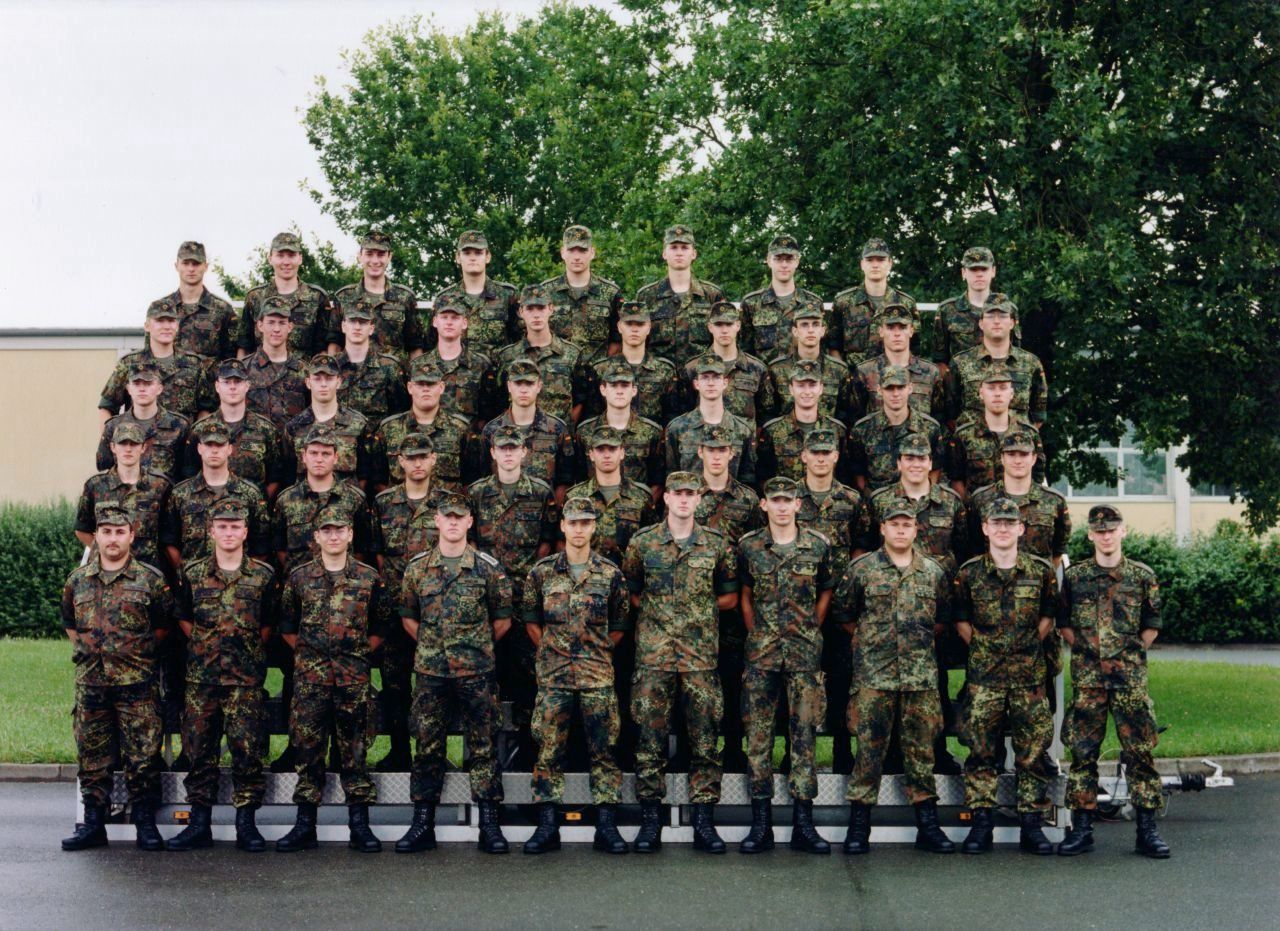
Um pelotão do Exército Alemão.

No Exército Alemão, o pelotão (Zug) inclui um elemento de comando (Zugtrupp) — incluindo quatro a seis militares — e três grupos (Gruppen) — cada qual incluindo oito a onze militares. Três Züge formam uma companhia, sendo o primeiro Zug comandado por um tenente, que também exerce a função de segundo comandante da companhia. O segundo e o terceiro Zügge são comandados por sargentos experientes, normalmente com o posto de Hauptfeldwebel (primeiro-sargento). Cada comandante de Zug é coadjuvado por um sargento de pelotão, com o posto de Hauptfeldwebel no primeiro Zug e de Feldwebel (segundo-sargento) nos restantes. Cada Gruppe é comandado por um Unteroffizier (cabo), sendo tipicamente constituído por um número de soldados correspondente à capacidade de transporte de pessoal do seu veículo orgânico (blindado ou não). As funções do Zugtrupp são a de apoiar o comandante de pelotão e a de atuar como força de reserva, fornecendo atiradores especiais ou uma equipa de armas anticarro.
Pelas suas especificidades, as funções de comando nos Zügge de Fallschirmjäger (caçadores paraquedistas) são desempenhadas por militares de posto superior ao dos que exercem as funções correspondentes nos pelotões regulares de infantaria. Cada um destes Zug é comandado por um Hauptmann (capitão), coadjuvado por um primeiro tenente, sendo cada Gruppe comandado por um segundo-tenente ou primeiro-sargento.

### Brasil
Na infantaria do Exército Brasileiro, um pelotão (Pel) de fuzileiros é formado por três grupos de combate, mais um grupo de apoio. Além do armamento empregado pelos grupos de combate, cada pelotão poderá dispor de uma metralhadora FN MAG de 7,62 mm como armamento de emprego coletivo no grupo de apoio. Três pelotões mais um pelotão de comando e apoio formam uma companhia. O pelotão deve ser comandado por um 1º ou 2º tenente.

### Espanha
Na organização do Exército Espanhol o pelotão é equivalente à secção da maioria dos outros exércitos. Cada pelotão espanhol é composto por três esquadras de quatro soldados e comandado por um sargento, cabo-mor ou primeiro-cabo. Três ou quatro pelotões formam uma secção — equivalente aos pelotões dos outros exércitos — comandada por um oficial.

### Estados Unidos da América

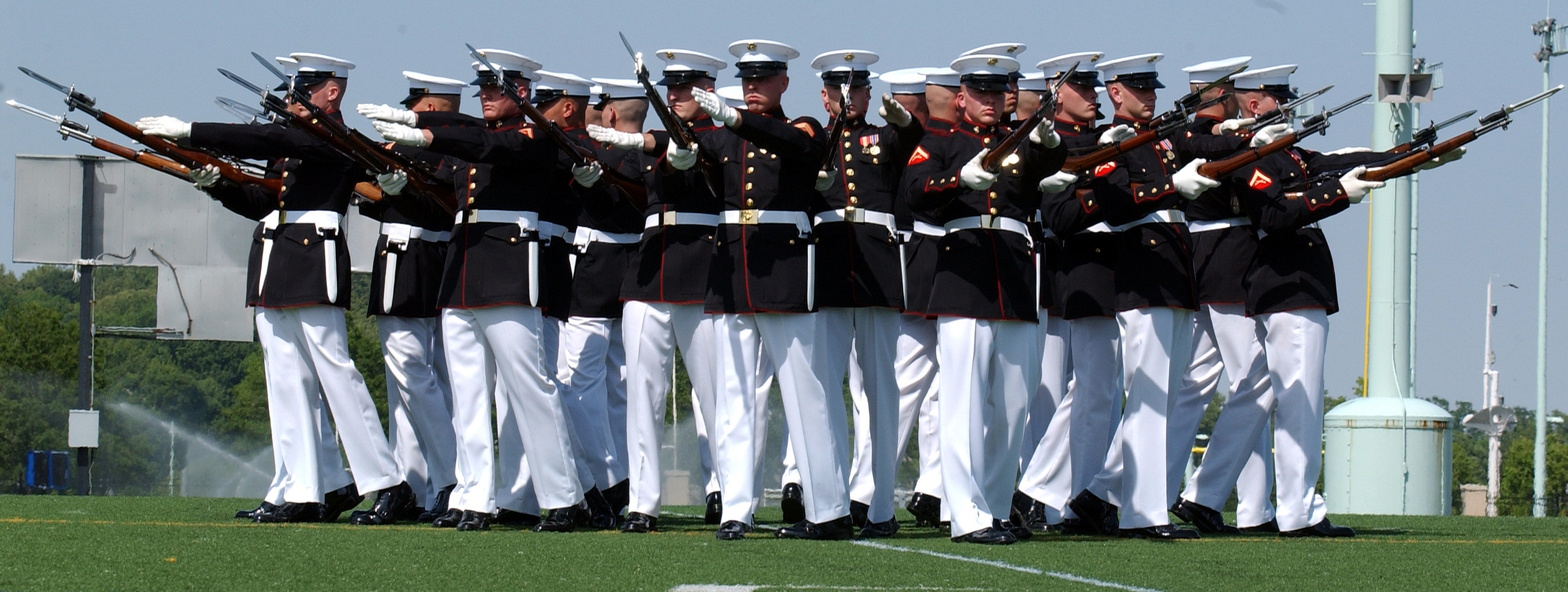
Pelotão de demonstração dos Marines.

No Exército dos EUA, os pelotões de atiradores (rifle platoons) são normalmente constituídos por 42 militares. São chefiados por um líder de pelotão (normalmente um segundo tenente) coadjuvado por um sargento de pelotão (normalmente um primeiro-sargento). Os pelotões de atiradores incluem três esquadras de atiradores (rifle squads) e uma esquadra de armas, cada uma com nove soldados. Além disso, incluem um comando de pelotão onde estão integrados o líder de pelotão, o sargento de pelotão, o operador de radiocomunicações do líder de pelotão, o observador avançado, o operador de radiocomunicações do observador avançado e um socorrista.
No Corpo de Marines dos Estados Unidos, os pelotões de atiradores são chefiados por um comandante de pelotão, normalmente com o posto de segundo tenente. A função de sargento de pelotão é normalmente inerente a um staff sergeant (segundo-sargento) mas pode ser desempenhada por um terceiro-sargento ou mesmo por um cabo. Os pelotões de atiradores dos Marines normalmente consistem em três esquadras de atiradores de 13 militares — chefiadas por terceiros sargentos — mais o comandante de pelotão, o sargento de pelotão, três socorristas (pertencentes à Marinha dos EUA) e um guia de pelotão (normalmente terceiro-sargento). Cada esquadra divide-se em três equipas de tiro. Já os pelotões de armas são constituídos por uma secção de morteiros de 60 mm, uma secção de assalto com lança-foguetes e uma secção de metralhadoras médias.

### França
No Exército Francês, o pelotão só existe na organização da arma blindada e cavalaria, sendo comandado por um tenente ou sargento. Nas outras armas e serviços, a unidade correspondente ao pelotão é designada "secção".

### Portugal
Na infantaria do Exército Português, cada pelotão de atiradores inclui três secções — comandadas por segundos-sargentos ou furriéis — além de um comandante de pelotão (oficial subalterno) e de um sargento de pelotão (primeiro-sargento). Cada secção inclui duas esquadras, cada qual com quatro ou cinco militares e comandada por um primeiro-cabo. Em cada esquadra do pelotão existe um apontador de metralhadora ligeira e um granadeiro armado com um lança-granadas de espingarda, estando os restantes membros do pelotão armados com espingardas automáticas. Sempre que necessário, são atribuídas duas armas anticarro descartáveis a cada esquadra. Três pelotões de atiradores mais um pelotão de apoio de combate formam uma companhia de atiradores. 
Durante a Guerra do Ultramar, a organização normal das companhias — em três pelotões de atiradores e um de apoio de combate — foi alterada para uma baseada em quatro grupos de combate homogéneos, cada qual com a mesma quantidade de militares e de armas pesadas. Este modelo de organização permitia mais facilmente ao pelotão/grupo de combate atuar isoladamente — situação muito mais frequente na guerra de guerrilha do que na guerra convencional. A organização em grupos de combate ainda é mantida atualmente nas companhias de Comandos.
Os principais tipos de pelotões da cavalaria do Exército Português são o de carros de combate e o de reconhecimento. O primeiro é composto por quatro carros de combate, um deles comandado pelo oficial do pelotão e os restantes por sargentos ou furriéis. Três pelotões de carros de combate mais um pelotão de comando constituem um esquadrão de carros de combate. O pelotão de reconhecimento é composto por um comando, uma secção de exploração, uma secção de autometralhadoras e uma secção de atiradores, incluindo normalmente cinco blindados ligeiros, duas autometralhadoras e um veículo blindado de transporte de pessoal. Três pelotões de reconhecimento mais um pelotão de morteiros formam um esquadrão de reconhecimento.

### Reino Unido
No Exército Britânico, cada pelotão de atiradores (rifle platoon) de uma companhia de infantaria consiste em três secções de oito soldados, mais o comandante de pelotão (tenente ou segundo tenente), o sargento de pelotão, um sinaleiro (operador de radiocomunicações) e um apontador de morteiro ligeiro L9A1 de 51 mm. Inclui um total de 28 militares. Cada secção é comandada por um cabo, coadjuvado por um lance-corporal (soldado arvorado) e seis soldados. Cada secção divide-se em duas equipas de tiro de quatro militares, uma comandada pelo cabo e a outra pelo lance-corporal.
Outros tipos de pelotão — como os de morteiros ou de armas anticarro — normalmente têm um efetivo menor, mas podem ser comandados por um capitão.
Nos Royal Marines, na cavalaria e blindados, na engenharia, nos sinais, na logística, no Serviço Aéreo Especial e na Honourable Artillery Company a tropa (troop) é a unidade equivalente ao pelotão.

### Rússia
O pelotão (Взвод — vsvod) constitui a base da organização da infantaria das Forças Terrestres da Rússia, seguindo o modelo em uso na antiga União Soviética. O pelotão de linha divide-se em três secções, incluindo um total de 28 militares. Existem pelotões mecanizados (baseados no veículo BMP-2), aerotransportados (baseados no BMD-1) e motorizados (baseados no BTR-70).